# LesbenRing
Der LesbenRing e. V. ist ein bundesweiter Verein für Lesben, Lesbengruppen und Organisationen mit Sitz in Heidelberg und Geschäftsstelle in Berlin.

## Entstehung
Der Verein wurde am 8. März 1982 gegründet. Im Gründungsjahr 1982 war bei vielen Lesben das Bedürfnis nach bundesweiter Vernetzung und gemeinsamer Vertretung lesbisch-feministischer Interessen entstanden, um politischen Forderungen mehr Gewicht zu verleihen.
Heute sieht sich der LesbenRing e. V. als bundesweiter Dachverband für lesbische Frauen, Lesbengruppen und Organisationen. Der LesbenRing hat Sitz und Stimme im Deutschen Frauenrat, ist im Kuratorium der Bundesstiftung Magnus Hirschfeld vertreten, ist Mitglied in der ILGA (International Lesbian and Gay Association) sowie Gründungsmitgliedsorganisation der EL*C EuroCentralAsian Lesbian* Community.

## Zielsetzung
Nach wie vor steht der LesbenRing dafür ein, lesbische Lebensweisen in der Gesellschaft öffentlich und sichtbar zu machen.
Der LesbenRing fördert die Vernetzung lesbischer Frauen und lesbischer Organisationen untereinander. Zudem schließt der LesbenRing Bündnisse mit anderen Frauenverbänden. Langfristig geht es darum, lesbische Lebensweisen als eine gleichberechtigte Lebensrealität neben anderen zu etablieren. Der LesbenRing wirkt der Diskriminierung von lesbischen Frauen entgegen und fördert Lebensformen, die bestimmt sind von wechselseitiger Achtung, Gewaltfreiheit und Demokratie.
Der LesbenRing vertritt die Interessen der Lesben in Politik und Gesellschaft. Der LesbenRing versteht Lesbenpolitik und -kultur als wesentlichen Bestandteil des eigenen Lebens und unterstützt das jährlich stattfindende Lesbenfrühlingstreffen (LFT).